# Bolesław Rosiński
Bolesław Rosiński (ur. 1 lipca 1884 w Warszawie, zm. 20 listopada 1964 tamże) – polski duchowny  rzymskokatolicki i antropolog.
W 1907 ukończył Seminarium Duchowne w Warszawie i otrzymał święcenia kapłańskie. Naukę kontynuował na studiach antropologicznych w uniwersytecie w Monachium, w Wolnej Wszechnicy Polskiej oraz w Uniwersytecie Lwowskim. Ostatnie studia uwieńczył uzyskaniem w 1921 stopnia doktora filozofii u prof. Jana Czekanowskiego za pracę Charakterystyka antropologiczna ludności powiatu pułtuskiego.
W latach 1921–1939 był pracownikiem naukowym zakładu antropologiczno-etnologicznego Uniwersytetu Lwowskiego, początkowo jako starszy asystent, od 1926 jako docent, a od 1934 jako profesor tytularny. Od 1939 do 1946 pracował w Instytucie Medycznym we Lwowie, którym kierował w latach 1945-1946. W 1946 przeniósł się do Warszawy i objął posadę profesora w Katedrze Antropologii Uniwersytetu Warszawskiego. Pracował także w Akademii Teologii Katolickiej w Katedrze Filozofii Przyrody (1956-1964).
Od 1948 członek korespondent, od 1949 członek zwyczajny Towarzystwa Naukowego Warszawskiego. Był aktywnym uczestnikiem wielu międzynarodowych kongresów antropologicznych. Pochowany na cmentarzu Powązkowskim w Warszawie (kwatera 94-3-4/5).

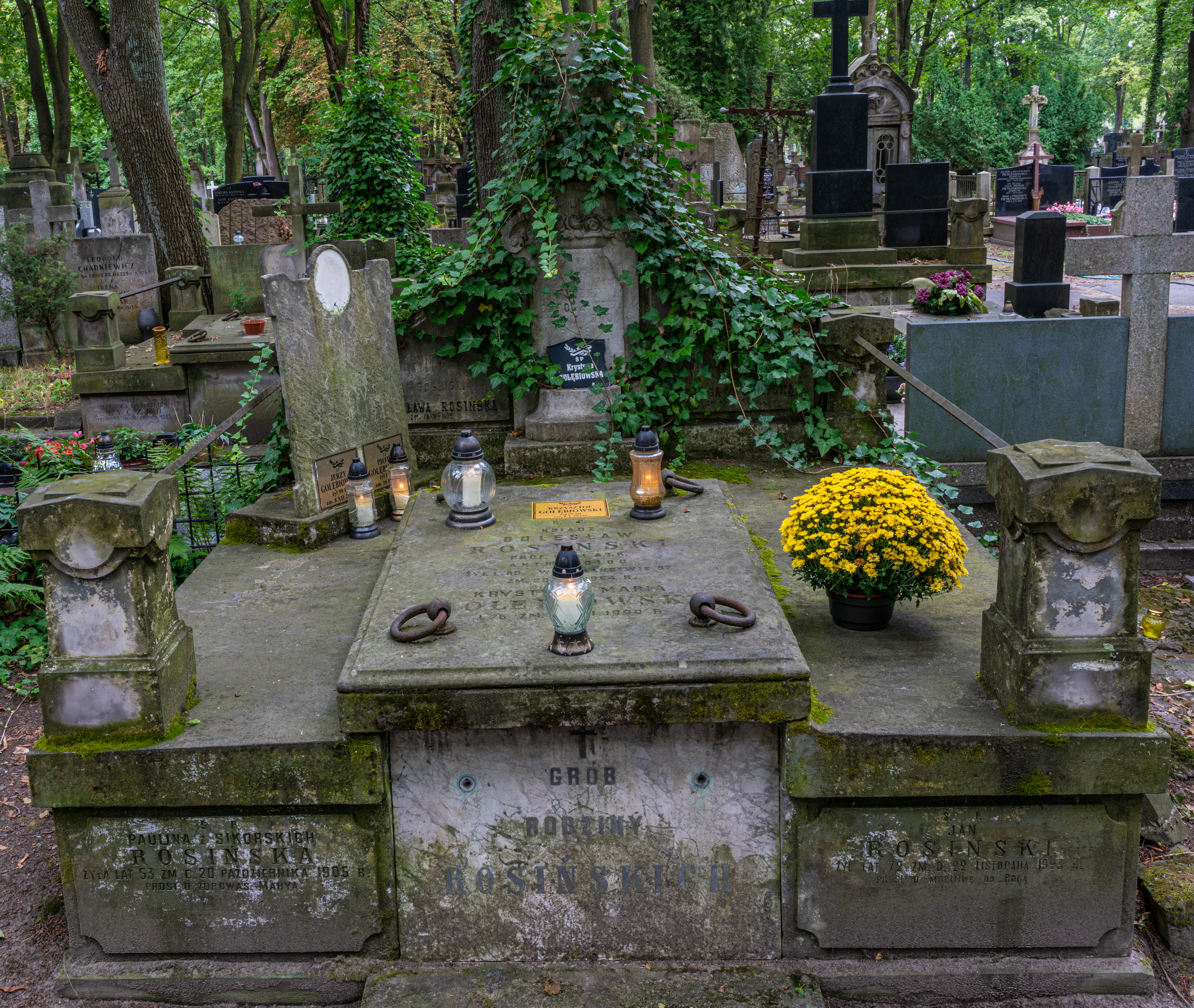
Grób ks. prof. Bolesława Rosińskiego na Starych Powązkach

W pracy naukowej zajmował się antropologią ras, genetyką populacyjną oraz antropologią rozwojową. Przedstawił wiele nowych danych do antropogenezy i systematyzacji białej rasy człowieka. Badał dziedziczenie cech u dużych populacji oraz zagadnienie doboru małżeńskiego pod kątem cech antropologicznych.

## Wybrane publikacje naukowe
- Badania antropologiczne nad żuchwami z ziem polskich (1916)
- Maori i Mariori. Charakterystyka antropologiczna (1927)
- Z badań nad dziedzicznością u człowieka (1928)
- Antropogenetische Auslese (1929)
- Spostrzeżenia z pogranicza antropologji i socjologji (1929)
- The American People of Polish Origin in Texas (1932)
- Badania nad dziedzicznością barwy oczu i włosów u człowieka (1947-1948)